# Oficina de Recuperació i Gestió d'Actius
La Oficina de Recuperació i Gestió d'Actius és un òrgan de gestió del Ministeri de Justícia que depèn orgànicament de la Secretaria d'Estat de Justícia i posseeix rang de Direcció general. S'encarrega principalment del control dels béns de propietat estatal derivats de processos judicials així com la recerca i recuperació de béns per ordre judicial. Ha estat creada en 2016 i la titular és Isabel Tarazona Lafarga
L'Oficina està regulada dues dos reials decrets, el Reial decret 725/2017 que regula l'estructura del Ministeri de Justícia i el Reial decret 984/2015 que regula l'Oficina de Recuperació i Gestió d'Actius, i una Ordre ministerial, la Ordre JUS/188/2016 que determina l'àmbit d'actuació i l'entrada en funcionament operatiu de l'Oficina de Recuperació i Gestió d'Actius i l'obertura del seu compte de dipòsits i consignacions.

## Objectius
L'Oficina de Recuperació i Gestió d'Actius aplicarà el producte de la gestió i realització dels efectes, béns, instruments i guanys del delicte a les finalitats previstes en la Llei d'Enjudiciament Criminal amb els següents objectius prioritaris:
1. El suport a programes d'atenció a víctimes del delicte, tant de les Administracions Públiques, com d'organitzacions no governamentals o entitats privades sense ànim de lucre, amb especial atenció a les víctimes de terrorisme, a les de violència de gènere, tràfic de persones, delictes violents i contra la llibertat sexual, així com a les víctimes amb discapacitat necessitades d'especial protecció i a les víctimes menors d'edat.
2. L'impuls i dotació de mitjans de les Oficines d'Assistència a les Víctimes.
3. El suport a programes socials orientats a la prevenció del delicte i el tractament del delinqüent.
4. La intensificació i millora de les actuacions de prevenció, recerca, persecució i repressió dels delictes, incloent:
  1. Les despeses necessàries per a l'obtenció de proves en la recerca, comprenent el cost de les perícies de l'Institut Nacional de Toxicologia i Ciències Forenses i dels Instituts de Medicina Legal i Ciències Forenses.
  2. L'adquisició de mitjans materials per als òrgans competents en la repressió, recerca i realització de les proves pericials.
  3. La formació i capacitació especialitzada dels òrgans encarregats de la prevenció i repressió del crim organitzat.
  4. El reemborsament de les despeses en què lícitament hagin pogut incórrer els particulars o els serveis de les Administracions Públiques que haguessin col·laborat amb els òrgans competents en la recerca.
5. La cooperació internacional en la lluita contra les formes greus de criminalitat.
6. La satisfacció de les pròpies despeses de funcionament i gestió de l'oficina.

## Funcions
D'acord amb el Reial decret 725/2017 que regula l'estructura del Ministeri de Justícia, a la Direcció general de Cooperació Jurídica Internacional i Relacions amb les Confessions li corresponen les següents funcions:
- La identificació i cerca dels efectes, béns, instruments i guanys provinents del delicte, radicats dins o fora del territori nacional, així com la seva posada a disposició judicial, de conformitat amb la normativa vigent. En l'exercici d'aquestes funcions, i dins del marc de l'encomana judicial o del Ministeri Fiscal, es coordinarà amb les Forces i Cossos de Seguretat i podrà recaptar la col·laboració d'altres entitats públiques o privades.
- L'intercanvi d'informació patrimonial amb oficines anàlogues en l'àmbit internacional, conforme a la normativa vigent.
- El manteniment i gestió dels efectes, béns, instruments i guanys provinents del delicte, quan hagin estat intervinguts o embargats judicialment, qualsevol que sigui la naturalesa dels mateixos, així com dels beneficis, fruits i rendes de tals béns. Podrà comprendre també la destrucció dels béns quan sigui acordada per l'autoritat competent, en els termes previstos legalment.
- L'elaboració d'informes sobre l'estat i circumstàncies dels béns gestionats, que remetrà a l'autoritat competent, d'ofici o quan aquesta ho sol·liciti, a l'efecte d'evitar les actuacions antieconòmiques i garantir, dins del respecte a la llei i amb el compliment de totes les garanties processals, el màxim benefici econòmic.
- La realització dels béns, que comprendrà l'activitat tendent a la venda dels béns, efectes, guanys i instruments la gestió dels quals se li hagi encomanat judicialment a l'Oficina de Recuperació i Gestió d'Actius, després del decomís dels mateixos, tret que s'hagin inscrit a nom de l'Estat en el corresponent Registre de la Propietat o Registre de Béns Mobles o que procedeixi la seva afectació o adscripció a un òrgan o organisme públic, a l'efecte del qual cursarà la corresponent proposta a la Direcció general del Patrimoni de l'Estat per a la seva tramitació. Aquesta funció comprendrà també la venda anticipada de béns intervinguts o embargats, quan aquesta hagi estat autoritzada judicialment en l'àmbit d'actuació de l'Oficina.
- L'adjudicació de l'ús dels béns o efectes confiscats o embargats, sempre que l'òrgan judicial hagi autoritzat la seva utilització provisional.
- La funció derivada del suport necessari per al desenvolupament de l'activitat pròpia de la Comissió d'Adjudicació de béns producte del delicte.
- La gestió del Compte de Dipòsits i Consignacions de l'Oficina de Recuperació i Gestió d'Actius.

En concret, al Director General de l'Oficina la correspon:
- Planificar l'actuació de l'Oficina i elaborar el pla d'acció.
- Dirigir les relacions institucionals de l'Oficina tant nacionals com a internacionals i la seva relació amb els jutjats, tribunals i fiscalies.
- Concloure acords amb terceres institucions a l'efecte de dur a terme les funcions i les finalitats que li són propis.
- Convocar a la Comissió d'Adjudicació de béns producte del delicte.
- Dictar instruccions per afavorir la coordinació de l'Oficina amb el Poder Judicial, la Fiscalia General de l'Estat i els ministeris afectats, així com amb terceres institucions públiques o privades.
- Coordinar la labor de l'Oficina amb altres departaments, organismes i institucions públiques, en l'àmbit de les seves competències, quan sigui necessari, així com elevar al Ministre de Justícia la memòria anual i els comptes anuals per a la seva aprovació.
- Resoldre sobre l'adjudicació de béns, com a resultat de la seva realització i sobre l'adjudicació de l'ús provisional a la Administració Pública de béns intervinguts o embargats judicialment.

## Estructura
D'aquesta Direcció general depenen els següents òrgans:
- Subdirecció General de Localització i Recuperació de Béns.
- Subdirecció General de Conservació, Administració i Realització de Béns.